# Massanes (França)
Massanes é uma comuna francesa na região administrativa da Occitânia, no departamento de Gard. Estende-se por uma área de 1.64 km², e possui 194 habitantes, segundo o censo de 2018, com uma densidade de 120 hab/km².